# José Hernández Gavira
José Hernández Gavira, (Dingle, Filipinas, 20 de octubre de 1893–Dingle, 14 de junio de 1960) fue un militar, periodista y poeta filipino. Escribió, poemas como “La guitarra” y “La esperanza” y los agrupó en los volúmenes De mi jardín sinfónico, y Mi copa bohemia. En 1945 publicó Mi Bandera. Poema de la victoria, tras la Batalla de Manila de la II Guerra Mundial. También tradujo canciones folclóricas filipinas al español, compilándolas en el volumen Cántame un canto en español, de 1934. Ganó varios premios como el del Philippines Free Press y una mención honorífica del Premio Zóbel en 1927 por su poema «Lo que vimos en Jolo y en Zamboanga».

## Biografía
José Hernández Gavira nació el 20 de octubre en 1893 en Dingle (Iloílo, Filipinas). Fue el hijo mayor del general y revolucionario Adriano Dayot Hernández, y su esposa Carmen Gavira. Asistió al Colegio de San Agustín donde realizó el bachillerato en artes y continuó estudiando en la escuela de Derecho de Manila donde se especializó en la ciencia jurídica.
En 1917 fue reclutado en el ejército como soldado de la Guardia Nacional. Fue ascendido al rango de teniente en el tercer regimiento de infantería de la división filipina de los Estados Unidos y tenía muchas aspiraciones militares. Sin embargo, la disolución de esta división conllevó que volviera a Iloílo para comenzar su carrera literaria. El escritor siguió siendo poeta hasta su muerte. José Hernández Gavira murió por causa de una insuficiencia cardiaca en sus oficinas de la Comisión Nacional del Centenario de José Rizal el 14 de junio de 1960.

## Trayectoria literaria
En 1919 formó parte de la redacción de las revistas El Adalidad y Philippine National Weekly, un diario bilingüe que aparecía en inglés y en español. En estos diarios publicó obras satíricas bajo el seudónimo Renán de Zojes. Dos años más tarde publicó en Manila su primera colección de poemas, De mi jardín sinfónico. En 1924, tras la breve visita de Vicente Blasco Ibáñez a Filipinas en su gira mundial, compiló las alocuciones del escritor valenciano y los homenajes poéticos y periodísticos que se le rindió en Filipinas en el volumen Vicente Blasco Ibáñez en Manila. En 1927 obtiene mención de honor del premio Zóbel por su poema "Lo que vimos en Joló y Zamboanga", sobre sus experiencias como soldado en el sur de Filipinas. Durante los años siguientes aparecieron dos otras colecciones de poemas: Cántame un canto en español (1934) en el que tradujo y adaptó algunas canciones folklóricas filipinas al español, y Mi copa bohemia en 1937. En sus obras se cruzan los elementos patrióticos y filosóficos. Se encuentran estos elementos patrióticos sobre todo en Mi bandera, una obra de 1945 que escribió al final de la Segunda Guerra Mundial con la liberación de Filipinas de la ocupación japonesa.

## Premios
- 1927. Premio Zobel (Mención)

## Obras (selección)
- 1921. De mi jardín sinfónico
- 1924. José Hernández Gavira y José María Romero Salas, Vicente Blasco Ibáñez en Manila. The Times Press.
- 1937. Mi copa bohemia
- 1945. Mi Bandera. Poema de la victoria